# Na mamin grobak
Posljednje veliko zborsko djelo Ivana Matetića Ronjgova. Na mamin grobak (1959.) ujedno je i zadnje djelo koje je Matetić skladao na vlastiti tekst. Opus je posvećen skladateljevoj majci. 

Jedno je od najopširnijih jednostavačnih zborskih a cappella kompozicija u cjelokupnoj glazbenoj literaturi: traje oko 35 minuta, a zahtijeva osmeroglasni zbor. Djelo je praizvedeno 1960., šest mjeseci nakon skladateljeve smrti, u tadašnjem Narodnom kazalištu »Ivan Zajc« u Rijeci. Djelo je praizveo Zbor RTV Zagreb pod ravnanjem dirigenta Slavka Zlatića, velikog promicatelja Matetićeva stvaralaštva.